# Dango
Dango (jap. 団子) – tradycyjne japońskie kluski robione z mochiko, czyli mąki ryżowej, zbliżone do mochi. Często podaje się je do zielonej herbaty.

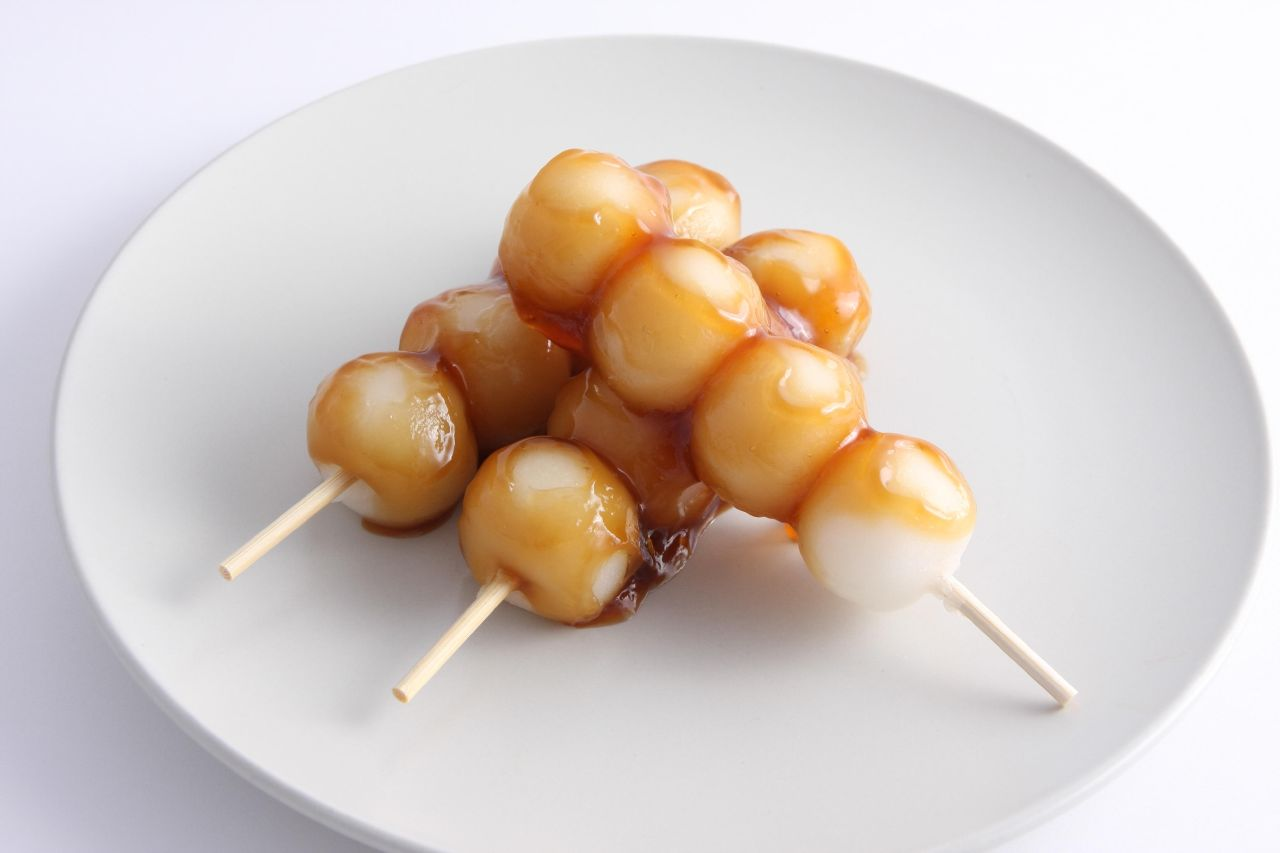
Mitarashi-dango

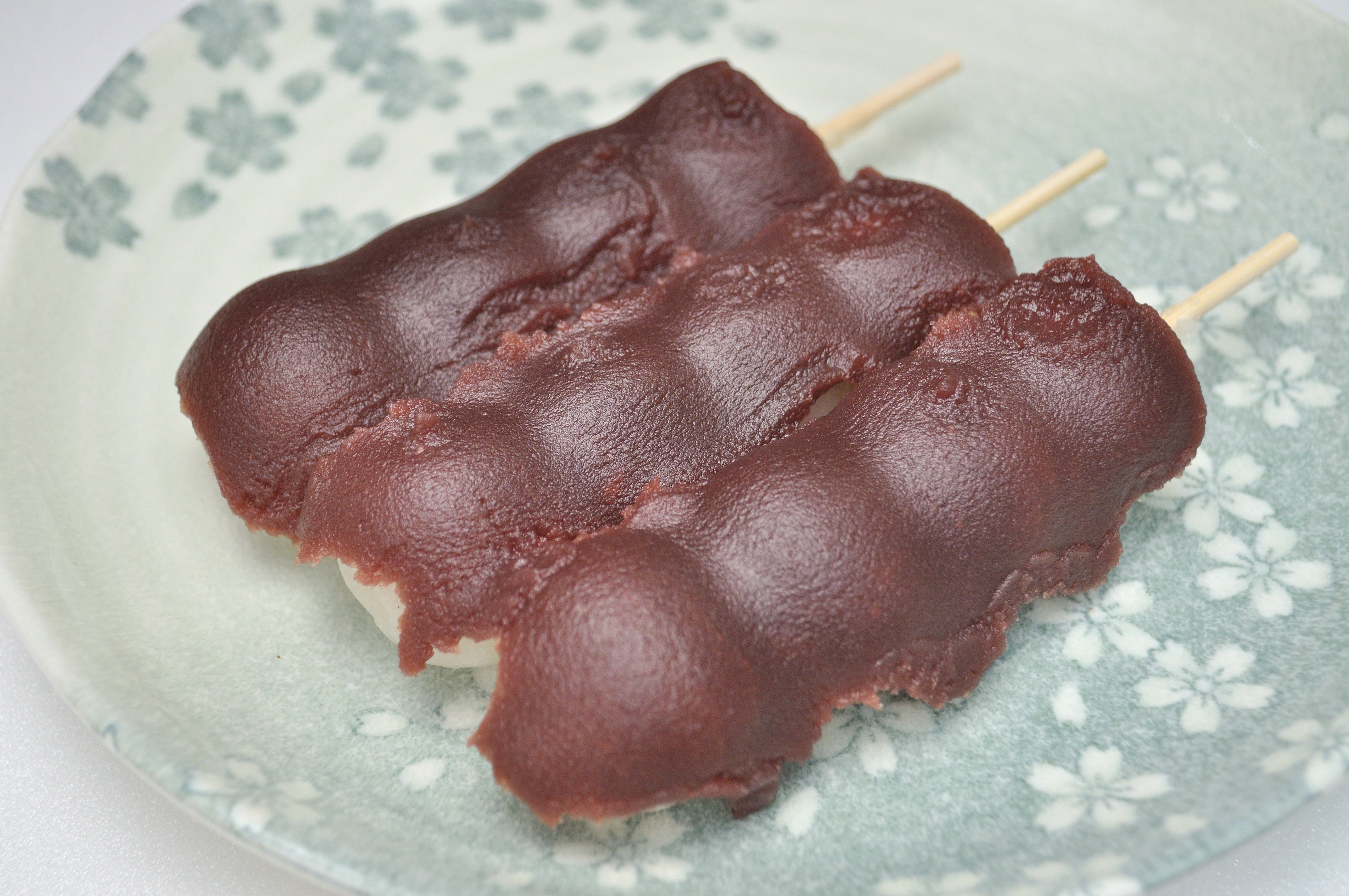
Anko dango

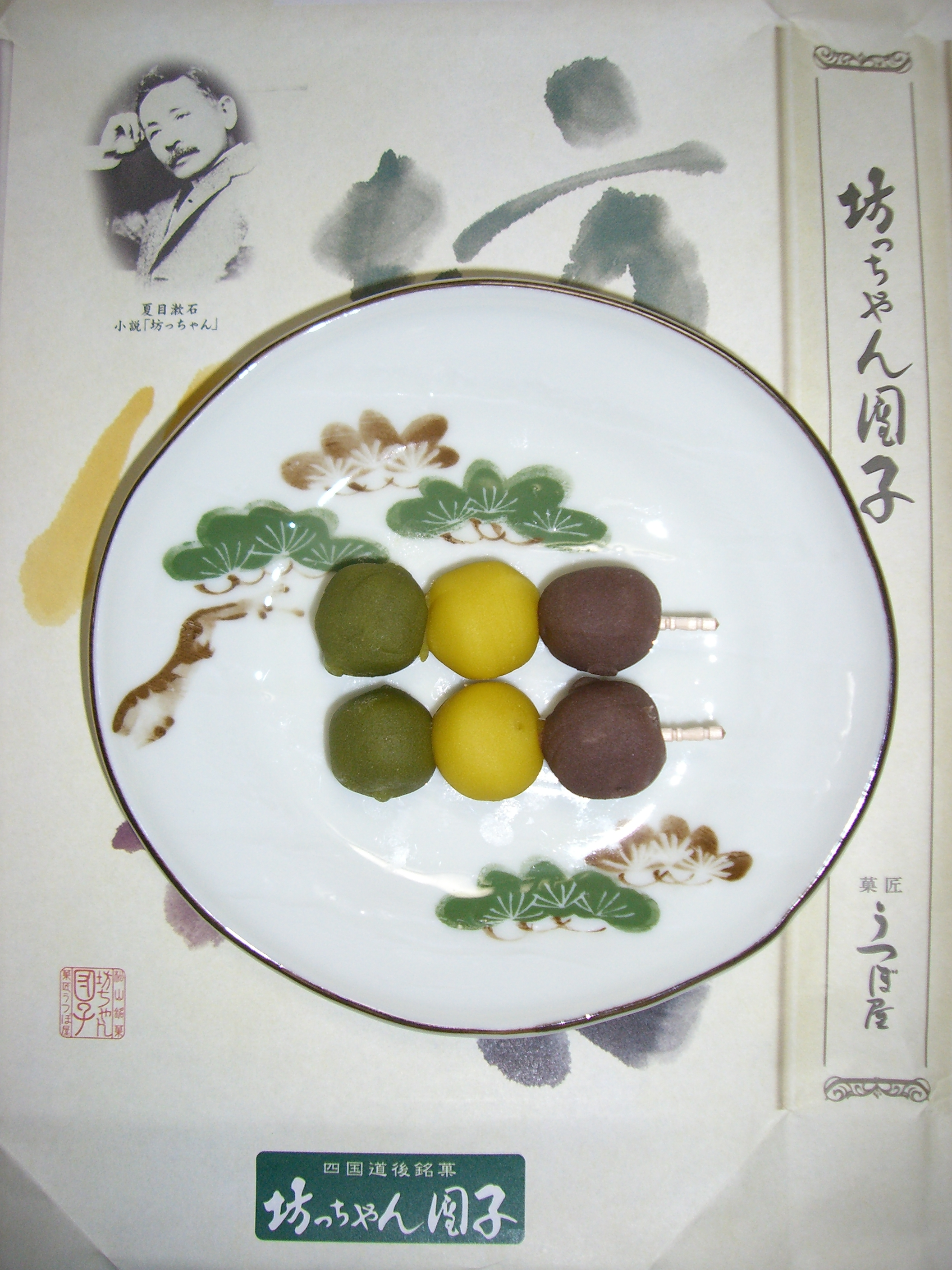
Botchan-dango (specjalność miasta Matsuyama, Sikoku)

Dango są jadane przez cały rok, na różne sposoby, zależnie od pory roku. Zazwyczaj podaje się po trzy-cztery sztuki nabite na szpadkę. 

## Rodzaje dango
Istnieje wiele rodzajów dango, a ich nazwy pochodzą zazwyczaj od użytych przypraw:
- anko-dango – z popularną w Japonii słodką pastą z czerwonej fasoli azuki;
- botchan-dango – dango w trzech kolorach, barwione: czerwoną fasolą, jajkiem, zieloną herbatą;
- chichi-dango – lekkie, słodkawe, zazwyczaj jadane jako deser;
- denpun-dango – wersja z wyspy Hokkaido, zrobiona z mąki ziemniaczanej
- goma-dango – z ziarnem sezamu, kluski są jednocześnie słodkie i słone;
- hanami-dango – dango jedzone w czasie hanami;
- kina-ko-dango – z mączką z opiekanej soi;
- kushi-dango – dango na patyku;
- mitarashi-dango – polane syropem z sosu sojowego, cukru i skrobi;
- teppan-yaki – dango na patyku, o smaku teppan-yaki (potraw smażonych na żelaznej patelni).

## W języku potocznym
Japońskie przysłowie: „Hana yori dango” (花より団子), które można oddać jako „lepsze dango niż kwiaty”, oznacza, że wartości praktyczne są ważniejsze od estetycznych.
W grze go „dango” oznacza stłoczenie pionów w kształt przypominający dango, powstające wskutek braku umiejętności gracza.
Fryzura z dwóch przypominających dango koków po obu stronach głowy jest często nazywany odango.

## Popularność
- W 1999 dango zanotowało znaczny wzrost popularności w Japonii dzięki piosence "Dango san-kyōdai" (Trzej bracia dango). Singel rozszedł się w 2,9 mln egzemplarzy i zajął 4. miejsce wśród najlepiej sprzedających się singli w Japonii.
- W popularnym anime Otoko wa tsurai yo rodzina głównego bohatera – Torajirō Kuruma – (Tora-san) prowadziła mały tradycyjny sklep z dango.
- W anime Sailor Moon (Czarodziejka z Księżyca) główna bohaterka jest żartobliwie nazywana odango-atama (kluskogłowa) z powodu jej uczesania.
- W anime Clannad dango jest głównym bohaterem piosenki kończącej pt. "Dango Daikazoku" (Wielka rodzina Dango), a w teledysku występują personifikacje różnych rodzajów dango poruszających się w rytm piosenki. Główna bohaterka serii – Nagisa Furukawa – uwielbia personifikacje dango i często śpiewa początek "Dango Daikazoku", które zawiera powtarzające się jedno po drugim słowo „dango”.
- W serialu anime Naruto jedna z jōninów Konohy – Mitarashi Anko, jest wielką miłośniczką dango. Jej nazwisko pochodzi od słodkiej pasty z czerwonej fasoli, której używa się do wyrobu najpopularniejszej wersji dango.
- W anime Dā! Dā! Dā! opiekun dzieci Wannya (wyglądem najbliższy wielkiemu kotu) jest szalonym miłośnikiem dango, a zwłaszcza Mitarashi Dango.
- W anime Fullmetal Alchemist występuje scena, w której Edward Elric oraz Alphonse Elric grają o dango w pokera.
- W anime Densetsu no Yuusha no Densetsu (The Legend of the Legendary Heroes) kobieta-szermierz Ferris jest nienasyconym zjadaczem botchan-dango.
- W serii D.Gray-man ulubioną przekąską Allena Walkera jest Mitarashi Dango.
- W serii Mokke Mitarashi Dango często jada jedna z głównych bohaterek – Mizuki.
- W serii Samurai Champloo dango jest często jedynym osiągalnym dla bohaterów jedzeniem.
- W mandze Fruits Basket Hanajima i jej brat często jedzą dango.
- Hana Yori Dango to znana japońska drama, manga i anime, których tytuł pochodzi od przysłowia.